# Amblypodia plateni
Amblypodia plateni är en fjärilsart som beskrevs av Riley 1922. Amblypodia plateni ingår i släktet Amblypodia och familjen juvelvingar. Inga underarter finns listade i Catalogue of Life.